# Mouvement ouvrier en Équateur

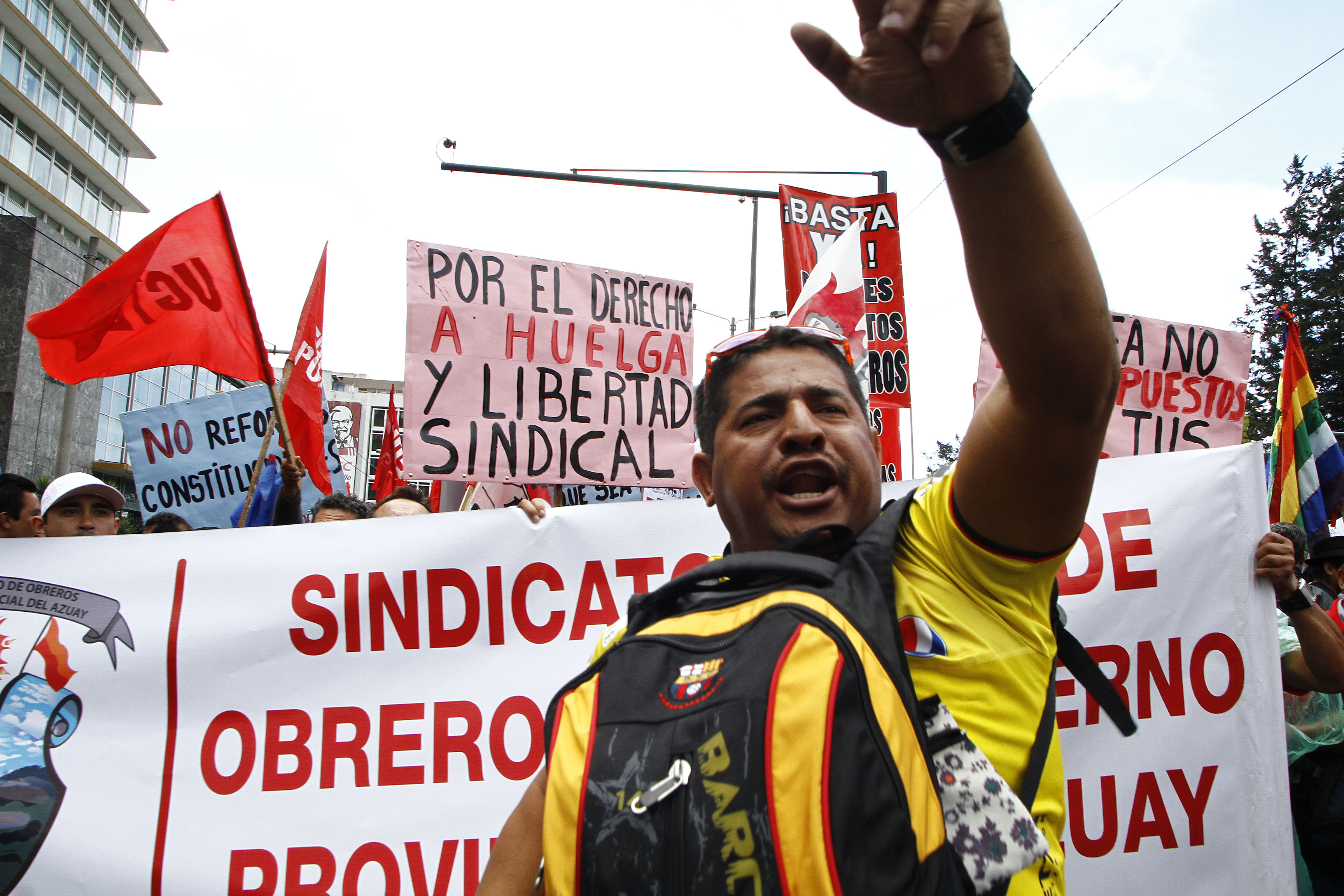
Une manifestation syndicale le 17 septembre 2014 à Quito.

Le mouvement ouvrier en Équateur, qui trouve ses sources dans les sociétés de secours mutuel du XIXe siècle, s'est structuré dans la première moitié du XXe siècle avec l'essor des industries en particulier autour du port de Guayaquil.Plusieurs organisations syndicales et politiques ont émergé de ce mouvement : le Parti socialiste (1926), qui devient Parti communiste en 1931, et le nouveau Parti socialiste refondé en 1933. Les principales centrales syndicales ayant marqué l'histoire du mouvement ouvrier sont la CEDOC (1938, initialement de tendance conservatrice et catholique), et la CTE (Centrale des travailleurs de l'Équateur, 1944). Au cours des années 1970 et 1980, les principaux syndicats ouvriers se fédèrent dans le cadre d'un Front uni des travailleurs (FUT, 1971). Puissant dans les années 1980, le syndicalisme ouvrier est durement touché par les mesures d'"ajustement structurel" de la fin des années 1980 et du début des années 1990 et par déclin de la part des salariés dans la population. À partir des années 1990, il tend à être supplanté comme force motrice des mouvements sociaux par les mouvements indigènes, qui sont alors en plein essor.

## Chronologie
Le mouvement ouvrier équatorien trouve son origine dans les diverses sociétés de secours mutuel fondées à Quito et à Guayaquil au XIXe siècle. À Guayaquil, en 1905, est fondée la Confédération Ouvrière du Guayas, proche du Parti libéral, qui regroupe plusieurs associations de travailleurs existant depuis la fin du XIXe siècle
Au début du XXe siècle, le mouvement ouvrier équatorien entre dans une phase de structuration qui se traduit par la tenue de deux congrès ouvriers, en 1909 puis en 1922. La même année, une grève générale se termine à Guayaquil par une terrible répression le 15 novembre, faisant plusieurs centaines de victimes. Cette répression est l'événement qui, par sa marque sanglante marque le début des luttes syndicales en Équateur, selon les mots de l'historien Jorge Salvador Lara. Le Parti socialiste d'Équateur est fondé en 1926, puis se scinde en 1931 d'avec le Parti communiste de l'Équateur, qui rejoint la IIIè Internationale. Au cours des décennies qui suivent, le mouvement syndical équatorien se structure avec la formation en 1938 du CEDOC, grand syndicat proche de l'Église catholique, puis en 1944 du CTE, orienté à gauche.  
Les années 1960 sont caractérisées par un affaiblissement du mouvement ouvrier en Équateur, avec en particulier des scissions à la suite de la rupture sino-soviétique, aussi bien dans le mouvement politique que syndical. Au cours des années 1970, toutefois, le mouvement syndical se renforce de nouveau. Le Front uni des travailleurs (FUT) émerge en 1971 et regroupe les trois principales organisations syndicales du pays (CTE, CEDOC et CEOSL). Malgré un contexte de répression, une grève nationale unitaire est organisée par le FUT en Mai 1977. Le 18 octobre de la même année a lieu le Massacre de l'usine AZTRA, qui donne lieu à un mouvement de solidarité ouvrier, étudiant et politique dans les semaines qui suivent.
Dans les années 1980, l'influence de FUT, et en particulier de la CTE, s'accroît fortement, au point de faire vaciller en 1982 le gouvernement d'Osvaldo Hurtado. Toutefois, à partir des années 1990, le mouvement syndical entre de nouveau dans une phase de repli, en particulier à la suite des mesures anti-syndicales prises sous le gouvernement de Sixto Durán-Ballén (1992-1996). Le rôle du mouvement syndical comme fer de lance des mouvements contestataires dans le pays est remis en cause à partir des années 1990 par l'émergence des revendications indigènes.